# アウグスト・ヒルト

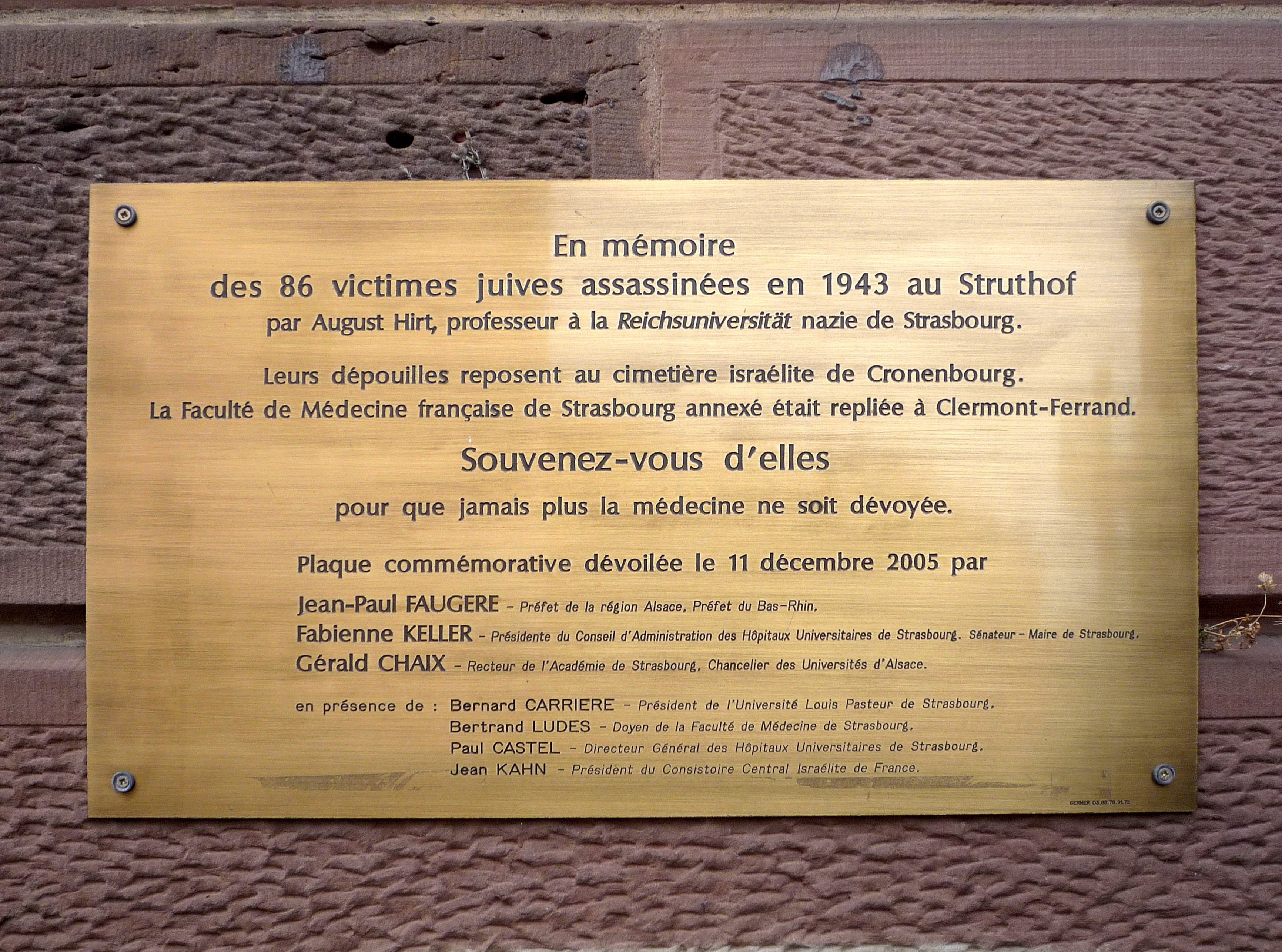
1943年にヒルトによって殺された86人の犠牲者を追悼するための追悼文（ストラスブール）

アウグスト・ヒルト（August Hirt、1898年4月28日 – 1945年6月2日）は、ナチス・ドイツの医学者。親衛隊（SS）隊員でもあり、親衛隊での最終階級は親衛隊少佐（SS-Sturmbannführer）。彼は強制収容所の囚人を使って非人道的な実験を行ったことで悪名高い。

## 経歴
ドイツ帝国マンハイムにスイス人実業家の息子として生まれる。第一次世界大戦にはドイツ帝国陸軍に従軍し、二級鉄十字章の叙勲を受けた。戦後、ハイデルベルク大学医学部へ入学し、医学を学んだ。1921年にドイツ国籍取得。1922年に博士号取得。ハイデルベルク大学の解剖研究所に勤め、やがて解剖学の権威となった。国家社会主義ドイツ労働者党（ナチス党）政権樹立後の1933年4月にナチス親衛隊（SS）に入隊した（隊員番号100,414）。親衛隊内では1942年3月にカール・ヴォルフ親衛隊大将が長官を務める親衛隊全国指導者個人幕僚部（Persönlichen Stab Reichsführer SS）の配属となり、1944年に親衛隊少佐まで昇進している。1937年5月にナチス党（党員番号4,012,784）に入党している。
第二次世界大戦中にはシュトラスブルク・ライヒ大学（de:Reichsuniversität Straßburg）の学長を務めていた。アーネンエルベのヴォルフラム・ジーヴァスとともにデタラメな人種研究のためにダッハウ強制収容所の囚人たちを殺害して人間の頭蓋骨を集めていた。1943年にはアウシュヴィッツ強制収容所の受刑者のうち79人のユダヤ人男性、30人のユダヤ人女性、2人のポーランド人、4人のアジア人を確保し、ナッツヴァイラー強制収容所（en:Natzweiler-Struthof）へ送還し、ヨゼフ・クラマーにガス殺させたのち、その遺体を使って人体実験を行った。アジア人はソ連兵捕虜から確保したと思われ、彼らはメスカリンの毒としての影響を調べるための人体実験にも使用された。ジーヴァスが残したヒルトの報告書を含むカール・ブラント宛の書簡は、戦後のジーヴァスの有罪を裏付ける有力な証拠となった。
1944年9月25日にはシュトラスブルクが連合軍の空襲に遭って妻と息子を失う。敗色が濃厚になり、ヒムラーの指示により遺体と資料を破棄しようとしたが、連合軍の侵攻により果たせないまま11月末にストラスブール解放に伴い娘と共に脱出。この際連合軍により、秘匿していた遺体が発見された。シュトラスブルク・ライヒ大学の同僚たちと共にチュービンゲンに潜伏するが、連合軍の侵攻に伴い逃亡してヴュルテンベルク州シュルフゼーで自殺、近郊のグラーフェンハウゼンの墓地に埋葬された。ヒルトはメスでの欠席裁判により死刑判決が出ていたが、1960年代になってイスラエルにより墓が掘り起こされ、遺骨が発見されたことでようやく死亡が確認された。
戦後、発見された犠牲者の身元確認が進められ、ストラスブールのユダヤ人墓地に埋葬された。2015年にはさらにストラスブール大学で遺体が発見されている。

## 文献
- Courand, Raymond (2005), Un camp de la mort en France: Struthof Natzweiler, Strasbourg:Ed. Hirlé. ISBN 2-914729-27-8.
- Lang, Hans-Joachim, Die Namen der Nummern; Wie Es Gelang, Die 86 Opfer Eines NS-Verbrechens Zu Identifizieren, Hoffmann und Campe (2004) ISBN 3-455-09464-3 or Fischer Taschenbuch Vlg. (2007) ISBN 3-596-16895-3
- Pressac, Jean-Claude,The Struthof album : study of the gassing at Natzweiler-Struthof of 86 Jews whose bodies were to constitute a collection of skeletons, Serge Klarsfeld (1985)